# Municipio de Cedar (condado de Nance)
El municipio de Cedar (en inglés: Cedar Township) es un municipio ubicado en el condado de Nance en el estado estadounidense de Nebraska. En el año 2010 tenía una población de 64 habitantes y una densidad poblacional de 0,6 personas por km².

## Geografía
El municipio de Cedar se encuentra ubicado en las coordenadas 41°27′36″N 97°59′36″O / 41.46000, -97.99333. Según la Oficina del Censo de los Estados Unidos, el municipio tiene una superficie total de 106.59 km², de la cual 106,18 km² corresponden a tierra firme y (0,39 %) 0,41 km² es agua.

## Demografía
Según el censo de 2010, había 64 personas residiendo en el municipio de Cedar. La densidad de población era de 0,6 hab./km². De los 64 habitantes, el municipio de Cedar estaba compuesto por el 100 % blancos. Del total de la población el 0 % eran hispanos o latinos de cualquier raza.